# Котловка (район Москвы)
Котло́вка — район в Москве, расположенный в Юго-Западном административном округе, а также одноимённое внутригородское муниципальное образование.

## История
В XIV веке на реке Котловке стояло великокняжеское село Котлы.
С середины XVIII века существует дворцово-парковый ансамбль «Черёмушки-Знаменское» — великолепный памятник архитектуры классицизма. За прошедшие 250 лет большинство зданий и построек ансамбля перестали существовать, однако знаменитая Знаменская церковь (середина XVIII века), Главный корпус и так называемый Конный двор — сохранились до наших дней. Владельцами усадьбы были крупнейшие деятели императорской России — Прозоровские, Голицыны, Меншиковы, у которых усадьба была куплена купцом В. И. Якунчиковым. Последним владельцем усадьбы накануне 1917 года был известный фабрикант Н. В. Якунчиков, потративший немало сил и средств на восстановление и поддержание архитектурного наследия. Ныне в Главном корпусе размещён Институт теоретической и экспериментальной физики, в бывшем Конном дворе — Институт гельминтологии имени академика К. И. Скрябина. Сотрудники обоих институтов поддерживают состояние памятников архитектуры. В ближайших совместных планах учёных и реставраторов — реставрация и открытие Знаменской церкви.
В 1960 году район вошёл в состав Москвы, началась массовая жилая и промышленная застройка Котловки.

## Границы района
Район ограничивается: на западе — улицами Кржижановского и Большой Черёмушкинской, на севере — полосами отвода Малого кольца Московской железной дороги и соединительной железнодорожной ветки, на востоке — помологическим рассадником имени Ленина, на юге — Нахимовским проспектом (граница проходит частично по руслу реки Котловка и Севастопольскому проспекту).

## Показатели района
По данным на 2010 год площадь района составляет 394,41 га. Площадь жилого фонда — 1104,06 тыс. м² (2010 год).

## Население
| 2002    | 2010    | 2012    | 2013    | 2014    | 2015    | 2016    |
| ------- | ------- | ------- | ------- | ------- | ------- | ------- |
| 58 666  | ↗64 317 | ↗64 826 | ↗65 283 | ↗65 537 | ↗65 584 | ↗65 831 |
| 2017    | 2018    | 2019    | 2020    | 2021    | 2023    | 2024    |
| ↘65 793 | ↗65 811 | ↗65 892 | ↗65 992 | ↘64 481 | ↗64 976 | ↗65 708 |

### Национальный состав
По итогам переписи населения 2020 года проживали следующие национальности (национальности менее 0,1 % и другое, см. в сноске к строке «Другие»):
| Национальность | Численность, чел. | Доля     |
| -------------- | ----------------- | -------- |
| Русские        | 42 323            | 65,64 %  |
| Татары         | 430               | 0,67 %   |
| Армяне         | 419               | 0,65 %   |
| Украинцы       | 349               | 0,54 %   |
| Азербайджанцы  | 345               | 0,54 %   |
| Грузины        | 247               | 0,38 %   |
| Киргизы        | 157               | 0,24 %   |
| Таджики        | 133               | 0,21 %   |
| Узбеки         | 113               | 0,18 %   |
| Чеченцы        | 92                | 0,14 %   |
| Белорусы       | 88                | 0,14 %   |
| Другие         | 19 785            | 30,67 %  |
| Итого          | 64 481            | 100,00 % |

## Транспорт
На территории района «Котловка» пока нет ни одной станции метрополитена. Ближайшими станциями являются расположенные в соседних районах станции «Нагорная», «Нахимовский проспект», «Академическая» и «Профсоюзная», а также станция «Крымская» Московского центрального кольца, расположенная на северной границе этого района.
Район обслуживается трамваями 26, 38; автобусами 41, 944, 57, 67, 113, 119, 121, 142, 968, 317, с918 м19, 934, 529, 965, 926, е29, м90, с5, т52, т85.

## Парки, скверы и общественные пространства

#### Сквер наНагорном бульваре
Обновлен в 2019 году. На территории сквера обустроены спортплощадки, зона воркаута, ледовый каток, столы для игры в шахматы и пинг-понг, многоуровневые детские площадки-лабиринты, а также места отдыха с качелями и навесами, лавочками и столиками. В сквере проложены плиточные дорожки и установлены цветные входные арки. Пешеходные маршруты украшены перголами и элементами вертикального озеленения. Между домами 17 и 19 на Нагорном бульваре оборудован трёхэтажный игровой городок.

#### Зона отдыха наулице Ремизова
Спортивный кластер на улице Ремизова, дом 14, корпус 1. Появился в 2019 году в рамках программы мэра Москвы «Мой Район». Протяженность составляет 2,5 км. Здесь расположен бетоный скейт-парк, есть площадки для игры в настольный теннис, тэкбол, стритбол, зоны с шахматными столиками. Игровые комплексы и скалодром в виде огромной скальной глыбы расположены поодаль от спортивных площадок (ул. Ремизова, д. 5). В зоне отдыха «Аистенок» (ул. Ремизова, д. 1) размещен детский игровой комплекс в виде шхуны.

#### Народный парк «Сосенки»
Парк на Нахимовском проспекте, д. 10. Примыкает к долине реки Котловка. Здесь же находятся Левобережный и Нижний правобережный родники. Парк был благоустроен летом 2015 года. На прибрежной части есть зоны для пикников. Кроме этого, в «Сосенках» есть площадки для игры в мини-футбол, баскетбол, волейбол, а также спортивный развивающий комплекс для детей. В парке установлен мемориал героям ВОВ: на боевой броне танка Т-34, участвовавшего в боевых действиях Великой Отечественной войны, выгравирована надпись: «В честь героев, павших за Родину».

#### Долина реки Котловки
Парк, расположенный южнее пересечения Нахимовского и Севастопольского проспектов, площадью 6,3 га. Рекреационная зона от дома 23-5 на Нахимовском проспекте до дома 51 на Севастопольском проспекте была благоустроена в 2017 году. Здесь установлено 6 игровых и 2 спортивные малые архитектурные формы, а также 90 единиц садово-паркового оборудования. Кроме того, на месте снесённых гаражей появилась просторная детская площадка. В парке размещены беседки с качелями для детей и для взрослых, а также необычная входная группа.

#### Парк «Мечта»
Пешеходная зона на Севастопольском проспекте от дома 49 до дома 51, корпус 2. Появилась в 2018 году. На территории обустроены зоны отдыха, а также детский «городок безопасности» с дорожными знаками и сетью миниатюрных улиц с разметкой. От Нахимовского проспекта и до речки Котловки протянулись прогулочные дорожки. В парке установлен арт-объект в виде слова «Мечта», составленного из крупных цветных букв. В сквере есть открытая сцена.

#### Тропа здоровья
Пешеходная зона от дома 11к1 на ул. Большой Черёмушкинской до дома 49 на Севастопольском проспекте. Общая протяжённость маршрута составляет 5 км 685 м. Тропа здоровья появилась в районе в 2019 году в рамках программы «Мой район». Вдоль маршрута расположены лавочки и скамейки. Кроме того, здесь установлены перголы с качелями. На прилегающей территории оборудованы тренажёры, комплексы для воркаута и детские площадки. Параллельно основному маршруту вдоль реки Коршунихи обустроена профессиональная дорожка длиной около 1 км с покрытием из специального гранитного отсева для скандинавской ходьбы. На улице Академика Векшинского также появилась спортивная площадка с тренажёрами. Есть арт-объект в виде арки из металлической сетки, которая внутри заполнена бревнами и камнями.

#### Народный парк в долине реки Коршунихи
Народный парк на зелёной территории площадью в 6,2 га, благоустроенный в 2018 году. В долине реки Коршунихи установлены малые архитектурные формы и высажено около 5 тысяч кустарников.

## Образование
На территории района расположены гимназия № 625, 45, школы № 626 им. Н. И. Сац, 1450 и гимназия № 45 им. Л. И. Мильграма

## Русская православная церковь
В районе имеется один действующий православный храм — храм Преподобной Ефросинии Московской в Котловке, входящий в состав Андреевского благочиния Московской городской епархии Русской православной церкви. 31 августа 2016 г. храму придан статус Патриаршего Подворья, а 2 июля 2017 года Святейший Патриарх Московский и всея Руси Кирилл совершил Великое освящение храма.